# Apamea maroccana
Apamea maroccana är en fjärilsart som beskrevs av Hans Zerny 1934. Apamea maroccana ingår i släktet Apamea och familjen nattflyn. Inga underarter finns listade i Catalogue of Life.